# 1398 en santé et médecine
| Années de la santé et de la médecine : 1395 - 1396 - 1397 - 1398 - 1399 - 1400 - 1401    |
| Décennies de la santé et de la médecine : 1360 - 1370 - 1380 - 1390 - 1400 - 1410 - 1420 |

Cet article présente les faits marquants de l'année 1398 en santé et médecine.

## Événements
- 30 octobre : « Deux augustins, mêlés sans doute aux intrigues du temps », sont exécutés en place de Grève à Paris « après avoir travaillé à la guérison du roi Charles VI, même par des sortilèges, et avoir mérité qu'on suspectât leur bonne foi[1] ».
- Le prince Antoine, second fils de Philippe le Hardi, duc de Bourgogne, mordu par un chien qualifié d'enragé, est soigné en urgence par les bains de mer, puis par un traitement médicamenteux tel que le jeune prince ne doit son salut « qu'à la chance de ne pas avoir été mordu par un chien véritablement enragé[2] ».
- L'existence d'un hôpital est attestée à Saint-Julien-du-Sault en Bourgogne[3].
- Guillaume d'Estouteville, évêque de Lisieux, fonde la confrérie de charité de Notre-Dame de la Couture à Bernay, en Normandie[4].
- 1395-1398 : le grand hôpital ou hôpital des bourgeois de Strasbourg, déplacé hors les murs après l'épidémie de 1316, puis rasé en 1392 à l'occasion d'une guerre entre la ville et son évêque Frédéric II, est reconstruit dans l'enceinte de la ville à l'emplacement qu'occupe aujourd'hui l'hôpital civil[5].

## Personnalités
- 1398-1412 : fl. Loiwy d'Escoce († 1412), médecin, au service de la république de Metz, ville libre du Saint-Empire[6].
- 1398[7]-1458[8] : fl. Syllanus de Nigris, membre du Collège des médecins de Milan, surtout connu pour son commentaire de la traduction du Livre pour Mansour de Rhazès (864-925) par Gérard de Crémone (1114-1187), imprimé pour la première fois en 1483.

## Naissance
- Vers 1398 : Benedetto Reguardati[9] (mort en 1469), médecin du pape Sixte IV et de François Sforza, duc de Milan ; auteur d'un traité « sur la peste » (De pestilentia) et d'un ouvrage  sur « la conservation de la santé » (Libellus de conservatione sanitatis) destiné à Astorgio Agnensi, archevêque d'Ancône et de Numana et gouverneur de la Marche d'Ancône[10].